# Саксонське герцогство
Саксонське герцогство (нім. Stammesherzogtum Sachsen) — німецьке племінне герцогство між нижніми течіями річок Рейн та Ельба.

## Історія

Священна Римська імперія у X столітті

Виникнення саксонської державності належить до VII століття. В ході затяжних й кривавих війн землі саксів підкорив Карл Великий, й вони стали частиною імперії франків. Саксонія вважалась одним з племінних герцогств Східно-Франкського королівства (Німеччини).
1180 року імператор Фрідріх I Барбаросса після придушення повстань саксонського герцога Генріха Лева розділив Саксонію на декілька князівств. Назву «Саксонське герцогство» отримали невеликі володіння на правому березі Нижньої та Середньої Ельби, що дістались Бернхарду, графу Ангальту з дому Асканіїв. За його наступників близько 1272 року Саксонію було розділено на 2 герцогства: Саксен-Віттенберзьке і Саксен-Лауенбурзьке.
Найважливішим з них було герцогство Саксен-Віттенберг, яке після Золотої булли Карла IV 1356 року було перетворено на Саксонське курфюрство. Західну Саксонію (Вестфалія) було долучено до Кельнського архієпископства . Нащадки Генріха Лева зберегли лише області Брауншвейг та Люнебург (майбутнє Брауншвейг-Люнебурзьке герцогство і Ганноверське королівство).